# Sceau de Québec
Ne doit pas être confondu avec Grand Sceau du Québec.
Le sceau de Québec est un sceau utilisé par le Conseil municipal de Québec entre 1833 et 1949. Il est le principal emblème de la ville durant cette période.

## Histoire

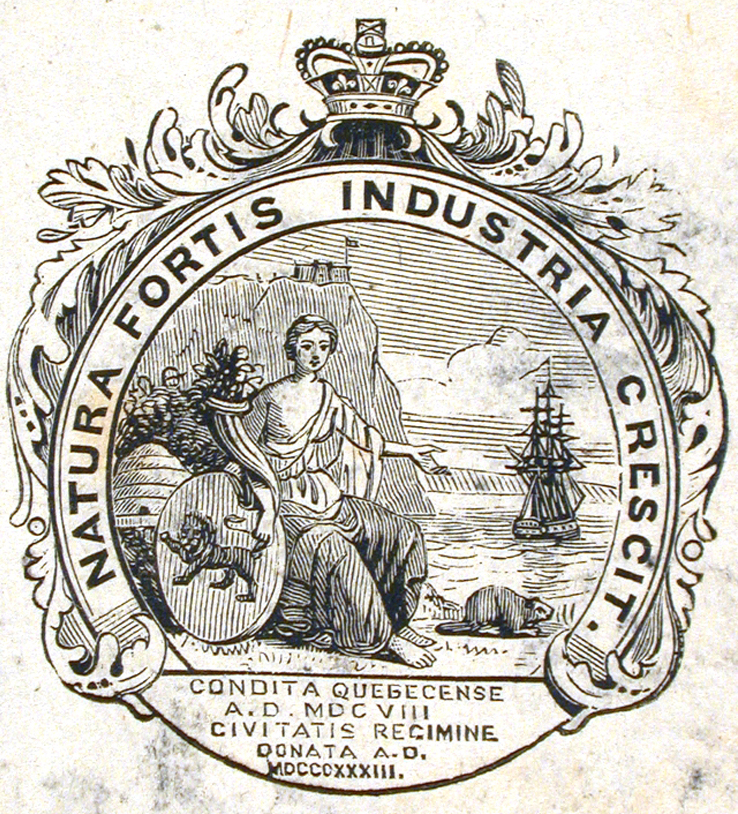
Sceau de Québec

L'Acte pour incorporer la Cité de Québec de 1832 crée l'administration municipale à Québec. Moins d'un mois après les premières élections municipales, le jeune conseil de corporation adopte un sceau afin d'authentifier ses nouvelles ordonnances, règlements ou résolutions officiels. C'est l'un des membres du conseil, le peintre Joseph Légaré, échevin du quartier du Palais, qui en est l'auteur. Légaré opte pour un style néo-classique, mais avec des éléments très représentatifs de la ville.

« Résolu que le Sceau de la Corporation tel que présenté par M. Légaré soit adopté comme le Sceau de la Corporation. Le dit Sceau représentant 1° Le cap aux Diamants et la Basse ville 2° La Déesse Strénua [1], Déesse de l’activité & du travail montrant d’une main le Fleuve St-Laurent et de l’autre tenant quelques épis de bled 3° Une ruche d’abeille et un Castor, enfin un Lion tenant une clef, désignant Québec comme la Clef du Canada. […] »

— Jean Langevin, secrétaire, Journal des procédés du Conseil de ville de la Cité de Québec. Séance du 24 mai 1833, résolution 136.
Le sceau est apposé officiellement pour la première fois le 23 mai 1834 dans le Journal des procédés du Conseil de ville de la Cité de Québec, soit un an après son adoption. Des modifications sont rapidement apportées au concept adopté précédemment : la basse-ville n'y est pas illustrée, un bateau est ajouté sur le fleuve, les épis de blé font place à une corne d'abondance. La devise latine Natura Fortis Industria Crescit (« Fortifiée par la nature, elle croît par le travail ») est ajoutée. On retrouve également un autre court texte en latin : Condita Quebecense A.D. MDCVIII Civitatis Regimine Donata. A.D. MDCCCXXXIII, qui signifie « Québec fondée en 1608, érigée en cité en 1833 ». Dès l'année suivante, le sceau est utilisé comme emblème sur une carte municipale conçue par Alfred Hawkins. Vers la fin du XIXe siècle, il devient un véritable symbole identitaire, on l'adapte parfois en armoiries et on le grave sur des médailles ou des monuments. Il apparaît également sur des articles promotionnels ou touristiques comme de la vaisselle ou des cartes postales.
La Ville de Québec cesse d'utiliser le sceau 116 ans plus tard, en 1949, lorsqu'elle adopte ses nouvelles armoiries. Par la suite, la création d'un drapeau et d'un logo vont totalement supplanter le sceau en tant que symbole identitaire. 

## Utilisation
Loin d'être limité aux procès-verbaux du conseil municipal, le sceau s'est popularisé rapidement à travers toute l'administration municipale, mais aussi à la société québécoise. Le sceau fut utilisé à différents moments par :
- le Carnaval de Québec
- l'Exposition provinciale de Québec
- la Banque de Québec
- le Service de police de la Ville de Québec
- le Service de protection contre l'incendie de Québec
- Médaille du jubilé de diamant de Victoria
- Quebec Curling Club
- Quebec Rifles

Le sceau de Québec est toujours bien visible dans la salle du conseil de l'hôtel de ville de Québec. Il trône au haut du fauteuil du président du Conseil municipal de Québec.